# Bulwa (Rogożowa Skała)

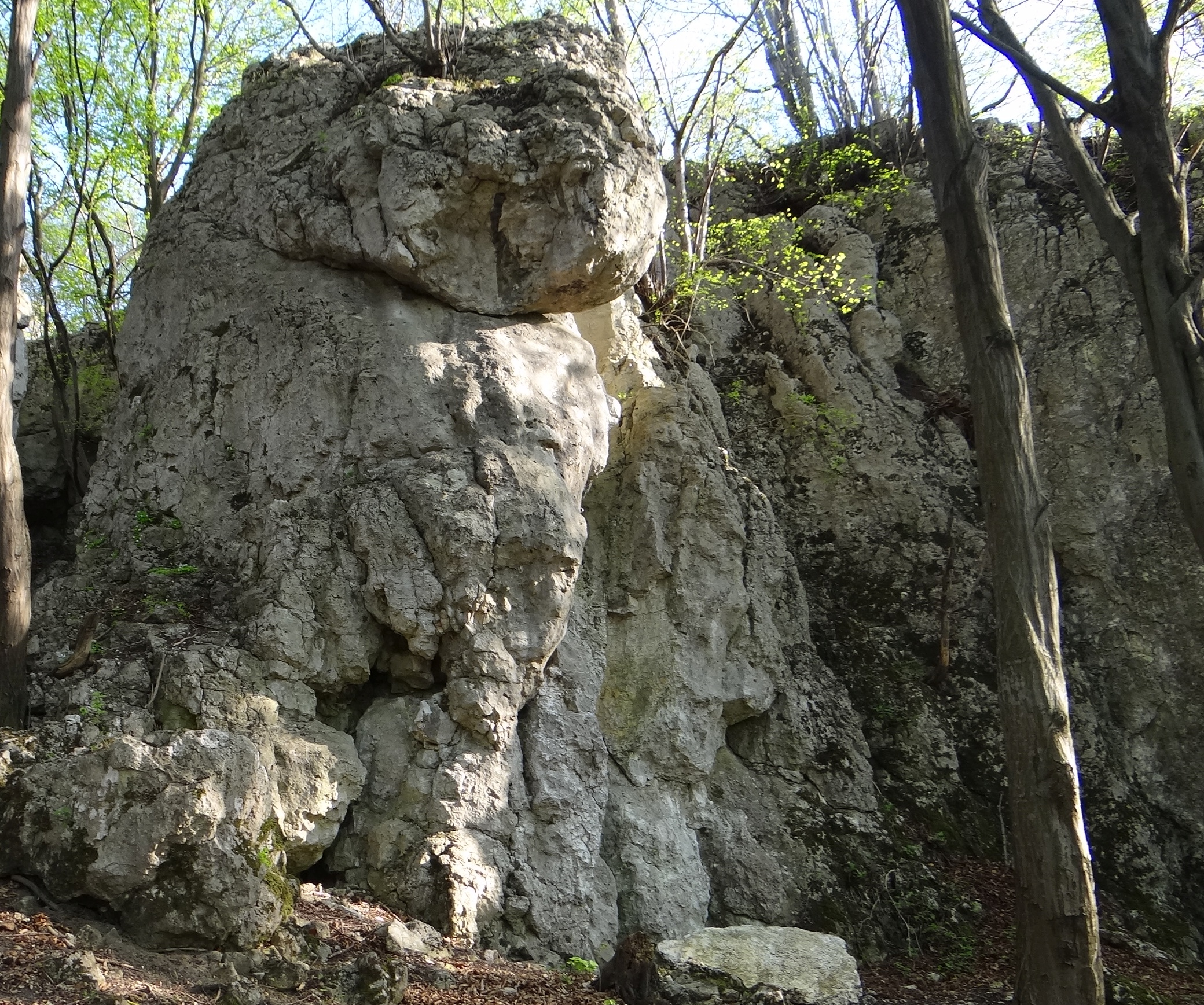

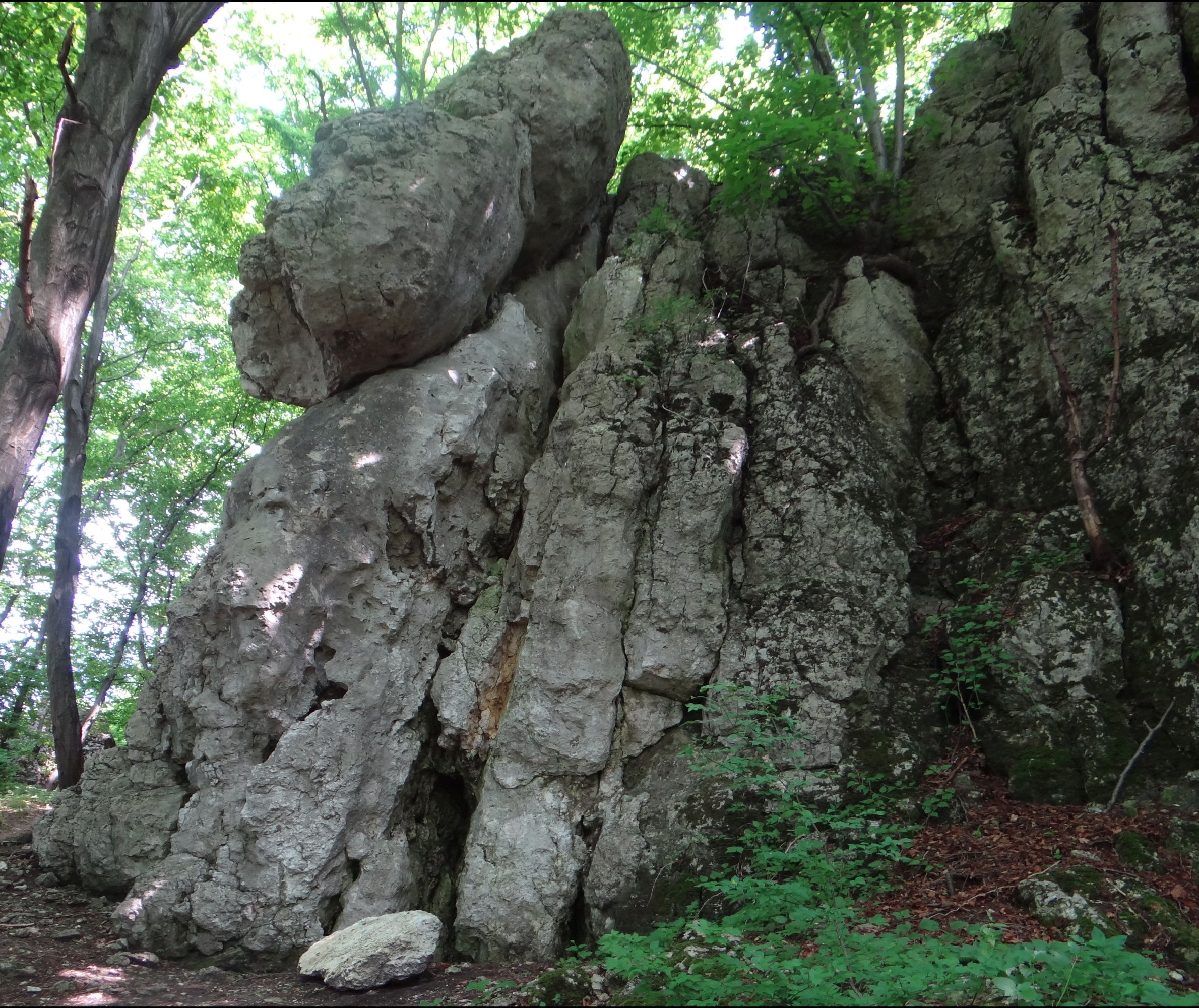

Bulwa – skała w grupie Rogożowej Skały w miejscowości Przeginia, w województwie małopolskim, w powiecie krakowskim, w gminie Jerzmanowice-Przeginia. Znajduje się na Wyżynie Olkuskiej będącej częścią Wyżyny Krakowsko-Częstochowskiej.
Bulwa to zbudowana ze skalistego wapienia skała o wysokości 8–10 m, połogich, pionowych lub przewieszonych ścianach z filarem, zacięciem i charakterystycznym okapem. Znajduje się w lesie, w środkowej, wierzchołkowej części grupy Rogożowej Skały, powyżej Jednorożca. 
U północno-zachodniej podstawy skały znajduje się otwór Schroniska pod Wiszącą Wantą.

## Drogi wspinaczkowe
Bulwa jest obiektem wspinaczki skalnej. Wspinacze poprowadzili na niej 10 dróg wspinaczkowych. Mają wystawę zachodnią, północno-zachodnią, lub północną i trudności od IV+ do VI.4 w skali krakowskiej. Część dróg ma zamontowane stałe punkty asekuracyjne: (4–5 ringów (r) i stanowiska zjazdowe) (st).

Bulwa I
1. Filarek Bulwy; IV+, 9 m
2. O bulwa; V, 9 m
3. Bul bul tone; V, 9 m
4. Bulwatura; V+, 10 m
5. Bardziej w prawo; 4r + st, VI.1, 10 m[1].

Bulwa II
1. Bardziej w prawo; 4r + st, VI.1, 10 m
2. Bulimia; 5r + st, VI.2+, 10 m
3. Ból war; 5r + st, VI.4, 10 m
4. Depresja Bulwy; IV+, 10 m
5. Przewijak; 4r + st, VI.1+, 10 m[1].